# Zwicky Transient Facility
Das Zwicky Transient Facility (ZTF) (Observatoriums Code: I41) ist ein astronomische Beobachtungssystem zur Weitfeld-Himmelsdurchmusterung. Es wurde nach dem Astronomen Fritz Zwicky benannt und befindet sich am Samuel Oschin Telescope im Palomar Observatory in San Diego County, Kalifornien.
Der Vorgänger des ZTF war das Palomar Transient Factory (2009–2017), welches denselben Observatoriumscode verwendete.

## Technik
Das ZTF hat zwei Bestandteile, das Observing System (OS) und das Data System (DS).
Das ZTF OS basiert auf dem 48-Zoll-Schmidt-Teleskop. Es verfügt über eine asphärische Teleskop-Korrekturoptik, Kuppel- und Teleskopantriebe, einen großformatigen Belichtungsverschluss, ein Flachfeldbeleuchtungssystem, einen robotergestützten Bandpassfilterwechsler.  Das Kernelement ist eine gekühlte CCD-Kamera mit einer Bildauflösung von 600 Megapixel.
Das ZTF DS befindet sich am Infrared Processing and Analysis Center (IPAC), der Caltech. Es ist die Benutzeroberfläche mit Datenverarbeitungspipelines, einem Warnsystem und einem Datenarchiv. Die Software überprüft die Zuverlässigkeit der Klassifikatoren durch Machine Learning. Die Beobachtungsdaten werden innerhalb von 13 Minuten über die Software bereitgestellt. Die Genauigkeit der photometrischen Kalibrierung in Bezug auf Pan-STARRS liegt bei unter 2 %.
First Light für das ZTF war im Oktober 2017, der Betrieb startete am 20. März 2018.

## Beobachtete Objekte
Es werden schnelle und junge Supernovae, veränderliche Sterne, veränderliche Doppelsterne und andere kurzlebige, energiereiche Himmelsereignissen verfolgt. Auch werden Erdnahe Asteroiden beobachtet und katalogisiert, unterstützt durch Maschinelles Lernen besonders Deep Learning.
ZTF-Daten werden von IPAC, verarbeitet und archiviert. Die NASA unterstützt die Suche (Data-Mining) des ZTF nach erdnahen Objekten durch das Near-Earth Object Observations-Programm.
Die erste Entdeckung war während des Probebetriebs der Asteroid 2018 CL.
Ferner wurde der Komet C/2022 E3 (ZTF) mit dem Teleskop entdeckt und nach ihm benannt. Eine Reihe weiterer Kometen, wie zum Beispiel C/2023 P1 (Nishimura) oder der interstellare Komet 3I/ATLAS, konnte nach der Entdeckung durch andere Einrichtungen auch in den archivierten Aufnahmen der Zwicky Transient Facility nachgewiesen werden, wodurch eine genauere Bahnbestimmung möglich wurde.

## Finanzierung
Das ZTF wird von der U.S. National Science Foundation (NSF), Caltech und weiter internationaler Partnern finanziert. Zusätzliche Unterstützung kommt von der Heising-Simons Foundation.